# Sankt-Adelheid-Gymnasium

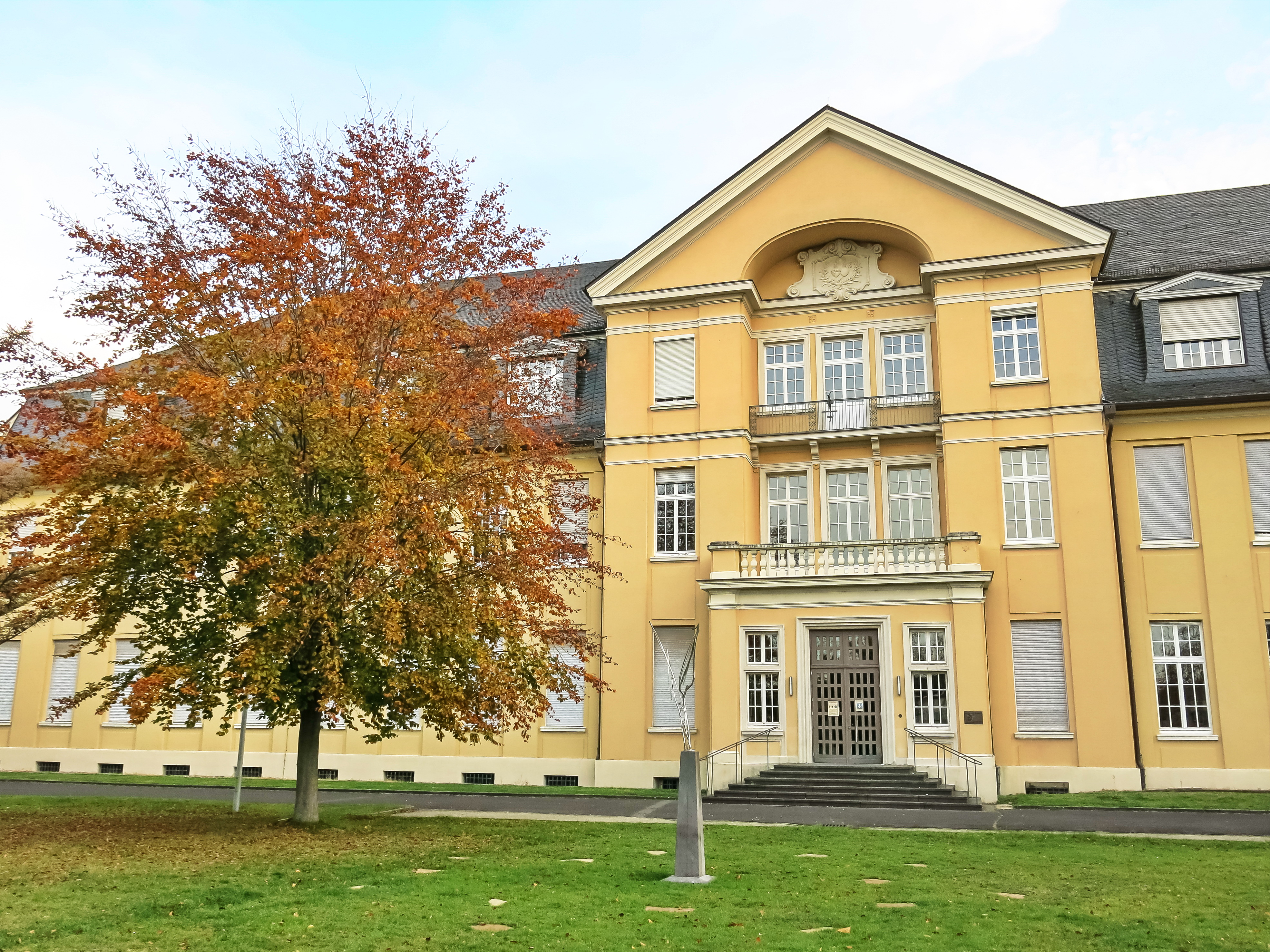
Sankt-Adelheid-Gymnasium (2020)

Das Sankt-Adelheid-Gymnasium (kurz SAG) ist ein privates katholisches Mädchengymnasium im Bonner Stadtbezirk Beuel. Die Schule wird von etwa 1000 Schülerinnen besucht. Sie befindet sich im Ortsteil Pützchen-Bechlinghoven an der Pützchens Chaussee. Weil das SAG eine katholische Schule ist, gibt es an der Schule ein morgendliches Schulgebet, regelmäßige Gottesdienste, das Angebot von Besinnungstagen und einen eigenen Schulseelsorger.

## Geschichte
Die Schule wurde 1920 von Schwestern des Sacre-Cœur-Ordens im Herz-Jesu-Kloster St. Adelheid gegründet. 1924/25 wurde ein noch heute genutzter Neubau nach Plänen des Münchner Architekten Bruno Paul errichtet. Von 1962 bis 1969 wurde das Sankt-Adelheid-Gymnasium von Schwester Isa Vermehren geleitet. 1986 hat das Erzbistum Köln die Trägerschaft übernommen.

## Fächerangebot
Die erste Fremdsprache ist Englisch, in der 7. Klasse kann Französisch oder Latein gewählt werden. Englisch wird in einem Zweig zweisprachig unterrichtet, es werden dann einige Sachfächer auf Englisch unterrichtet. Ab der 9. Klasse kann man dann ein zusätzliches Wahlpflichtfach wählen. (Ernährungslehre, Technik, Politik Wirtschaft, Französisch/ Latein, Spanisch oder Biochemie) Zur Förderung der englischen Sprachentwicklung findet ein Austauschprogramm mit einer englischen Schule statt, außerdem besteht die Möglichkeit für ältere Schülerinnen, in London ein Praktikum zu machen.
Es besteht eine Leistungskurs-Kooperation mit dem Kardinal-Frings-Gymnasium in Limperich und der Liebfrauenschule Bonn.
Die Schule bietet ein Tagesinternat an, in dem nachmittags eine Hausaufgabenbetreuung stattfindet. Dieses befindet sich in der Trägerschaft des Kolping-Bildungswerkes.

## Ausstattung
Die Schule besitzt eine Bibliothek mit etwa 16.000 Medien und 35 Computerarbeitsplätzen.